# Garriston
Garriston – osada w Anglii, w hrabstwie North Yorkshire, w dystrykcie (unitary authority) North Yorkshire. Leży 61 km na północny zachód od miasta York i 332 km na północ od Londynu. Miejscowość liczy 22 mieszkańców.